# Бердыши (Удмуртия)
Бердыши — деревня в Ярском районе Удмуртии, входит в состав Ворцинского сельского поселения.

## География
Деревня расположена на высоте 178 м над уровнем моря.

### Часовой пояс
Деревня Бердыши, как и вся Удмуртская Республика, находится в часовой зоне МСК+1. Смещение применяемого времени относительно UTC составляет +4:00.

## Население
| 2010 | 2012 |
| ---- | ---- |
| 0    | ↗2   |

## Улицы
В деревне имеется одна улица — Лесная.

## Известные уроженцы
- Васильев, Флор Иванович (1934—1978) — советский поэт.